# Maria Pedro
Maria Rosa da Costa Pedro (nacida el 29 de diciembre de 1982) es una jugadora de balonmano angoleña retirada. 

## Carrera
Maria Pedro jugó como portera en el club Atlético Petróleos de Luanda y es integrante de la selección femenina de balonmano de Angola. Representó a Angola en el Campeonato Mundial de Balonmano Femenino del 2013 en Serbia. Representó a Angola en dos Juegos Olímpicos, en 2004 y 2008 , así como en el Campeonato Mundial de Balonmano Femenino de 2013 en Serbia y el Campeonato Mundial de Balonmano Femenino de 2009 en China.

## Premios y reconocimientos
Juegos Olímpicos
- 9° lugar Juegos Olímpicos de Atenas 2004
- 12° lugar Juegos Olímpicos de 2008

Campeonatos del mundo
- 16 ° lugar  en el Campeonato Mundial de Balonmano 2005
- 11 ° lugar  en el Campeonato Mundial de Balonmano 2009
- 16° lugar  en el Campeonato Mundial de Balonmano 2013

Campeonatos africanos
- Medalla de oro en el Campeonato Africano de 2002
- Medalla de oro en el Campeonato Africano de 2004
- Medalla de oro en el Campeonato Africano de 2006
- Medalla de oro en el Campeonato Africano de 2008
- Medalla de oro en el Campeonato Africano de 2010
- Medalla de oro en los Juegos Africanos de 2011